# ضریب اف

رابطه ضریب اف با دریچه دیافراگم. هر چه این ضریب بزرگ‌تر شود قطر این دریچه کمتر می‌شود.

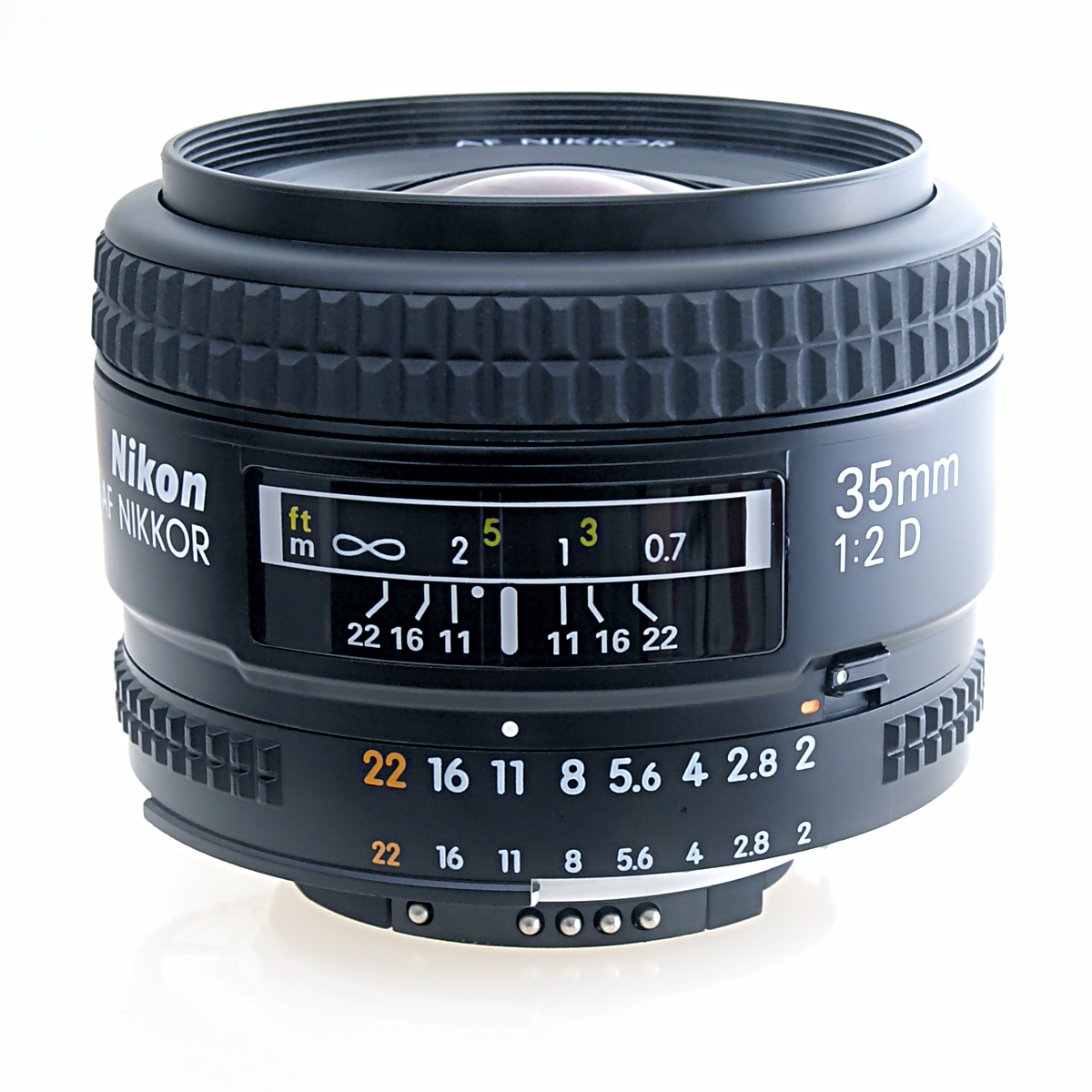
همانطور که با نقطه سفید بالای مقیاس f-stop روی حلقه دیافراگم نشان داده شده، یک لنز 35 میلی متری روی f / 11 تنظیم شده است. دامنه دیافراگم این لنز f / 2.0 تا f / 22 می‌باشد.

ضریب اف (به انگلیسی: f number)، عددی‌ است برای مشخص کردن و اندازه‌گیری بزرگی دریچه دیافراگم یک مجموعه نوری. این عدد معمولاً به صورت {\displaystyle f/\#} یا {\displaystyle f\#} یا {\displaystyle N} نمایش داده می‌شود که:{\displaystyle f\#=N={\frac {f}{D}}\ } است. در این رابطه {\displaystyle f} فاصله کانونی و {\displaystyle D} قطر دریچه دیافراگم است. این عدد برای مثال برای {\displaystyle f8} یا {\displaystyle f/8} به صورت اِف هشت تلفظ می‌شود.
ضریب اف‌های استاندارد به صورت‌های:f/32 ،f/11 ،f/8 ،f/5.6 ،f/4 ،f/2.8 ،f/2 ،f/1.4 و … تعریف می‌شوند. این اعداد قسمتی از یک تصاعد هندسی با قدر نسبت {\displaystyle {\sqrt {2}}} هستند.

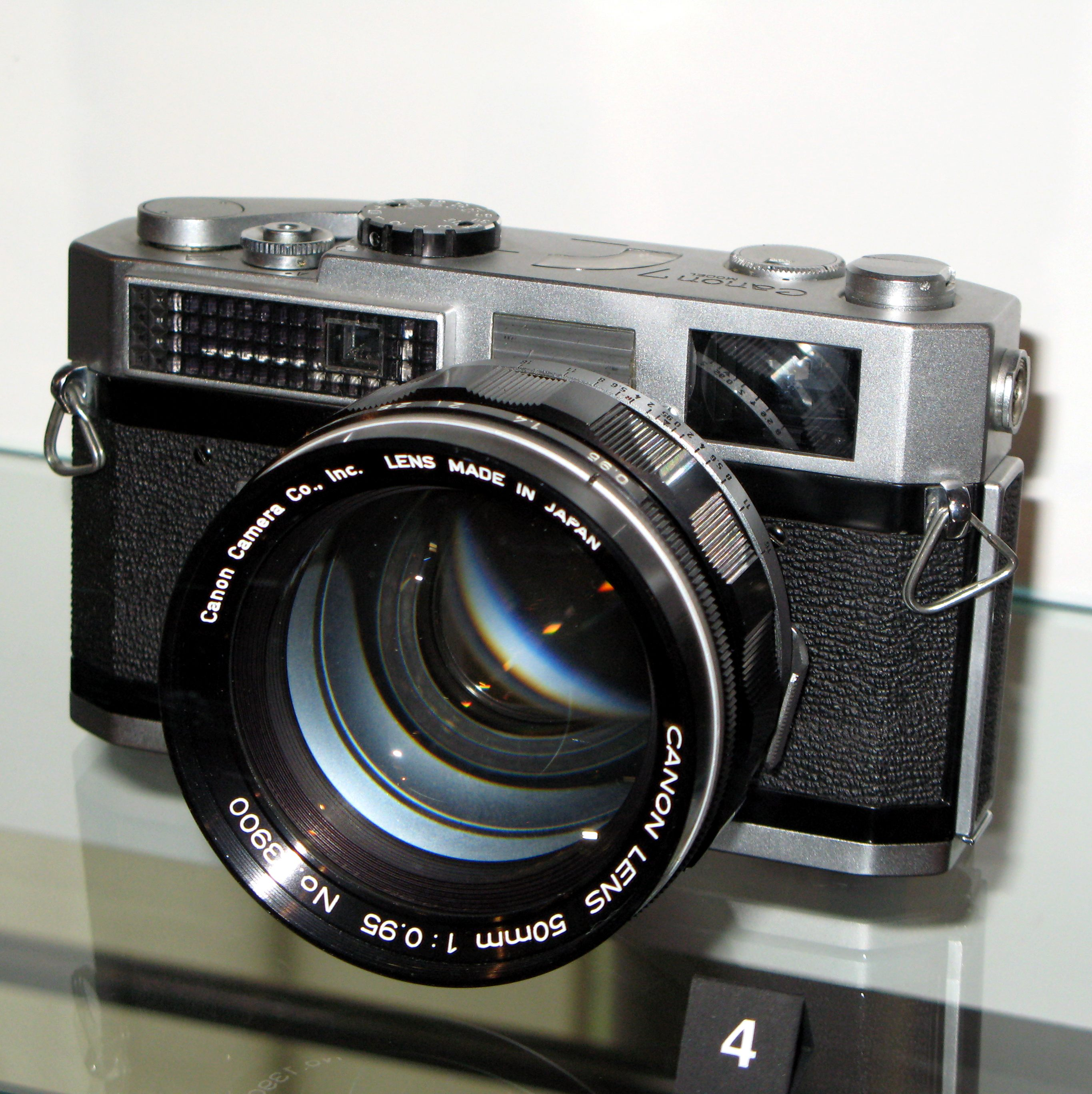
Canon 7 با لنز ۵۰ میلی‌متری با قابلیت f / 0.95

### نشانه گذاری
عدد دیافراگم N که به صورت f-num نوشته می‌شود از فرمول زیر به دست می‌آید:
{\displaystyle N={\frac {f}{D}}\ }
زمانی که f فاصله کانونی است و D قطر عدسی ورودی (دیافراگم مؤثر) است. نوشتن f-اعداد قبل از f / معمول است، که یک اصطلاح ریاضی از قطر ورودی عدسی را از نظر f و N. شکل می‌دهد.
به عنوان مثال، اگر فاصله کانونی لنز ۱۰ میلی‌متر باشد و قطر ورودی آن ۵ میلی‌متر باشد، عدد f برابر ۲ است که با نوشتن "f / 2" بیان می‌شود و قطر دیافراگم برابر است با f / 2، جایی که F فاصله کانونی باشد.

## نگارخانه

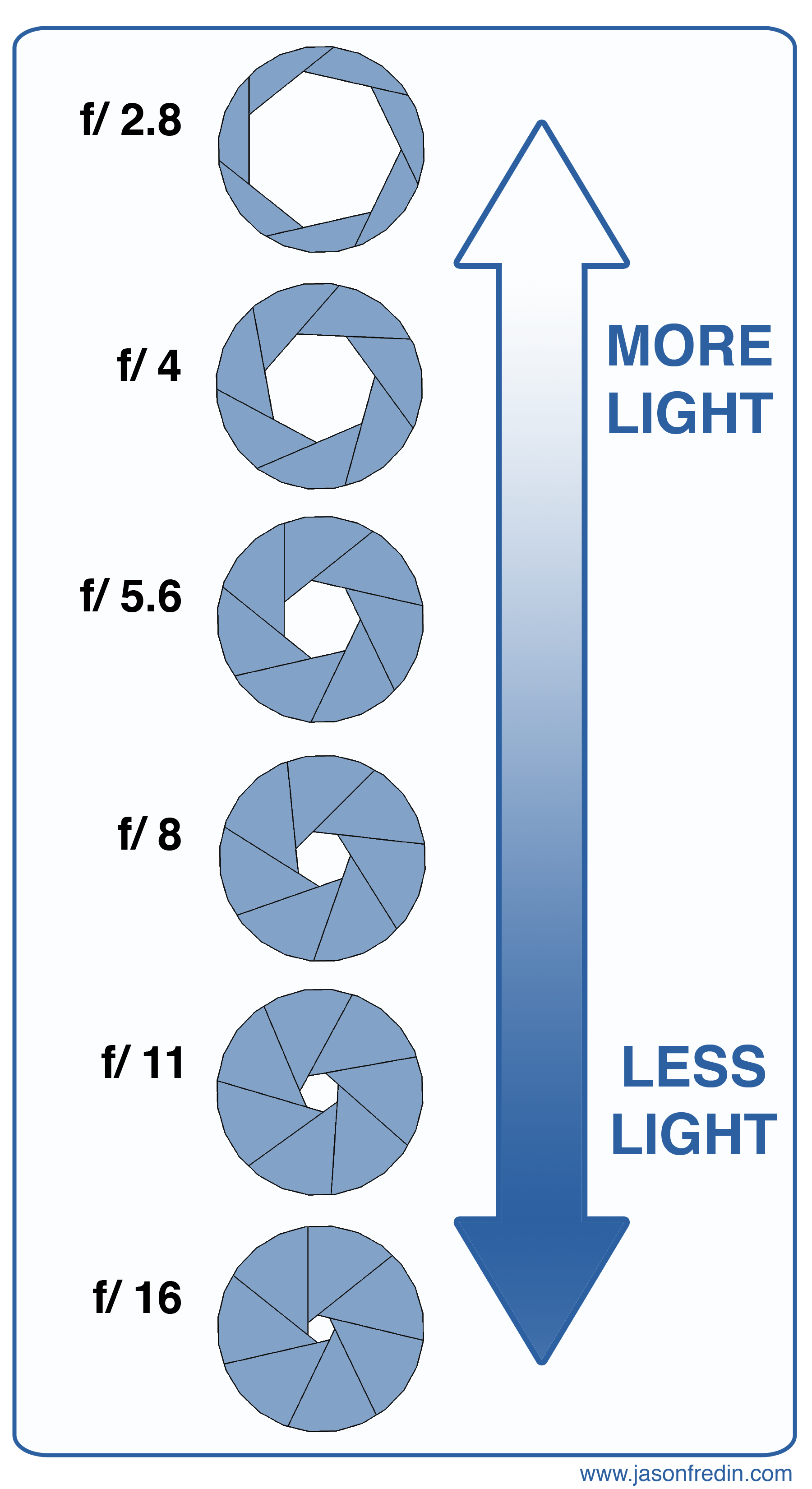